# Baywatch
Baywatch là series phim hành động ăn khách của Mỹ được sản xuất từ năm 1989, do đạo diễn Douglas Schwartz chỉ đạo sản xuất. Phim do hãng The Baywatch Company kết hợp với Tower 12 Productions và Tower 12 Productions đầu tư sản xuất và trình chiếu trên sóng truyền hình của hơn 140 nước trên thế giới với khoảng 1,1 triệu người xem. Phim có tổng cộng 242 tập, được trình chiếu suốt 10 mùa chiếu từ 1989 - 1999.

## Phát sóng
Trước đây, một phiên bản của bộ phim là Baywatch Nights đã được trình chiếu trên BTV3 - Đài truyền hình Bình Dương với tựa tiếng Việt là "Người Gác Biển"
Năm 2012 Baywatch được AVG - Truyền hình An Viên mua bản quyền và chính thức phát sóng trên kênh thể thao - giải trí NCM của AVG - Truyền hình An Viên, bắt đầu từ ngày 26/06/2012 (phát sóng 2 mùa chiếu (Season 5 (1994-1995) và Season 6 (1995-1996)).Đây cũng là lần đầu tiên series bom tấn này chính thức ra mắt khán giả Việt Nam, sau lần phát sóng chắp vá của BTV3- truyền hình Bình Dương.

## Nội dung
Baywatch là bộ phim hành động, pha lẫn hài hước, tâm lý kể về đội cứu hộ bãi biển tại Los Angeles, có nhiệm vụ canh gác và tham gia cứu hộ dọc bờ biển Los Angeles, California, Mỹ.
Trong phim, nhân vật chính Mitch Buchanon (David Hasselhoft đóng) là một người đàn ông đào hoa, vui tính và tốt bụng. Anh là một người cha và là người đứng đầu đội lính cứu hộ trẻ, đầy sức sống, luôn hết mình để bảo vệ người dân và sự bình yên trên vịnh Baywatch.
Mỗi tập phim là một câu chuyện kể về công việc và cuộc sống của những người lính cứu hộ. Xen kẽ với các tình huống là những câu chuyện gia đình, những giây phút lãng mạn, những tình bạn chân thành... Tất cả tạo nên sự hòa quện giữa hành động, tâm lý và hài hước sâu sắc trong Baywatch.

## Diễn viên
| Diễn viên        | Nhân vật            | Mùa chiếu tham gia |
| ---------------- | ------------------- | ------------------ |
| DAVID HASSELHOFF | Mitch Buchannon     | 1989 - 2003        |
| PAMELA ANDERSON  | CJ Parker           | 1992 - 1997        |
| YASMIN BLEETH    | Caroline Holden     | 1994 - 1997        |
| ALEXANDRA PAUL   | Lt Stephanie Holden | 1992 - 1997        |
| GENA LEE NOLIN   | Neely Capshaw       | 1995 - 1998        |
| DAVID CHARVET    | Matt Brody          | 1992 - 1995        |
| BRANDON CALL     | Hobie               | 1989 - 1990        |
| ERIKA ELENIAK    | Shauni              | 1989 - 1992        |
| JEREMY JACKSON   | Hobie               | 1991 - 1999        |
| JAASON SIMMONS   | Logan Fowler        | 1994-1997          |
| NICOLE EGGERT    | Summer Quinn        | 1992-1994          |

## Quá trình sản xuất
Series phim phiên bản và format gốc được trình chiếu suốt 10 năm (1989 - 1999, ngoại trừ mùa chiếu 1990 - 1991).
Từ 1999 - 2001, sau một thay đổi lớn về đội ngũ sản xuất và diễn viên, bộ phim được đổi tên thành "Đội cứu hội Hawaii"
Đội cứu hộ bãi biển được chiếu ra mắt trên kênh NBC vào năm 1989, nhưng đã bị ngừng phát sóng ngay sau một mùa chiếu do tỷ lệ theo dõi (rating) không cao.
Tuy nhiên, nhận thấy tiềm năng của series phim, Hasselhoff cùng với các nhà sáng tạo và nhà sản xuất Michael Berk, Douglas Schwartz và Greg Bonann đã làm sống lại toàn bộ đoàn làm phim vào năm 1991. Với công sức "tái sinh" bộ phim, Hasselhoff được giao chức nhà sản xuất phim. Series phim trở nên vô cùng nổi tiếng, vượt xa lãnh thổ nước Mỹ, được yêu thích trên toàn thế giới. Bộ phim cũng kéo theo các sản phẩm ăn khách khác như: phim "Baywatch Nights" và bộ phim điện ảnh "Baywatch: Hawaiian Wedding"
Vào năm 1999, tại Los Angeles, giá sản xuất phim tăng vọt trong khi thị trường phim lại bị thu hẹp lại, đoàn làm phim đã phải rời bối cảnh tới Australia và ra mắt "Baywatch Down Under". Với các rào cản về yêu cầu bảo vệ hệ sinh thái yếu ớt tại vùng đất Australia, bộ phim dừng bối cảnh tại đây và chuyển đến Hawaii. Tại đây, mùa chiếu thứ 10 đã được khởi quay.
Đội cứu hộ bãi biển đã có 2 mùa chiếu được ghi hình tại Haiwaii (1999 - 2001).
Vào năm 2004, hãng phim DreamWorks tuyên bố họ đã thu xếp mua được bản quyền để sản xuất phim điện ảnh của "Đội cứu hộ bãi biển", được xây dựng theo hướng phim hài, được viết kịch bản và đạo diễn bởi Jeremy Garelick (đạo diễn thành công với phim The Hangover). Jessica Simpson được coi là ứng cử viên của vai diễn C.J Parker. Phim dự kiến được công chiếu vào năm 2012.
Phim được chiếu thành công tại nhiều quốc gia trên thế giới như Australia (chiếu từ phần 1 -4), Phần Lan (phần 1-3), Đức (tất cả các phần từ 1-11), Ý (phần chiếu 1,2,5,6), Anh (từ 1-5, phần 6 được lên lịch phát sóng từ 2/4/2012),…